# Lepidostoma polylepidum
Lepidostoma polylepidum is een schietmot uit de
familie Lepidostomatidae. De soort komt voor in het Neotropisch gebied.